# برترام ستيفنز
برترام ستيفنز (بالإنجليزية: Bertram Stevens)‏ هو موظف مدني أسترالي، ولد في 2 يناير 1889 في Redfern, New South Wales ‏ في أستراليا، وتوفي في 23 مارس 1973 في Concord, New South Wales ‏ في أستراليا.